# Syngnathus abaster
El pez pipa de rayas negras o pez aguja de río (Syngnathus abaster) es una especie de pez de la familia Syngnathidae en el orden de los Syngnathiformes.

## Morfología
Los machos pueden alcanzar 21 cm de longitud total.

## Depredadores
Es depredado por Alondra brashnikovi en Rusia),Sander lucioperca ,Silurus glanis ,Dicentrarchus labrax (en Portugal) y Chelidonichthys lucernus (en Portugal ).

## Reproducción
Es ovovivíparo y el macho transporta los huevos en una bolsa ventral, la cual se encuentra debajo de la cola.

## Hábitat
Es un pez demersal que vive hasta 5 m de profundidad.

## Distribución geográfica
Se encuentra desde el sur del Mar Cantábrico hasta  Gibraltar, el Mediterráneo y el Mar Negro. Ha sido introducido en los territorios de la antigua URSS.